# 退化形式
数学、とくに線型代数学において、ベクトル空間 V 上の退化 (degenerate) 双線型形式 f(x, y) とは、V から V*（V の双対空間）への {\displaystyle v\mapsto (x\mapsto f(x,v))} で与えられる写像が同型でないような双線型形式である。V が有限次元のときの同値な定義はそれが非自明な核をもつということである、すなわち次を満たす V の 0 でない元 x が存在する
すべての y ∈ V に対して f(x, y) = 0.

## 非退化形式
非退化 (nondegenerate) あるいは非特異 (nonsingular) 形式は退化でない形式である、つまり {\displaystyle v\mapsto (x\mapsto f(x,v))} が同型である、あるいは有限次元では同値なことだが、
すべての y ∈ V に対して f(x, y) = 0 であれば、x = 0.

## 行列式を使う
V が有限次元であれば、V のある基底に関連して、双線型形式が退化であることと伴う行列の行列式が 0 であることは同値である、つまり行列が特異であることと同値である、そしてそれゆえ、退化形式は特異形式 (singular form) とも呼ばれる。同様に、非退化形式は伴う行列が非特異である形式であり、それゆえ非退化形式は非特異形式 (non-singular form) とも呼ばれる。これらのステートメントは基底の選び方によらない。

## 関連した概念
ユニモジュラー形式 (unimodular form) と完全対 (perfect pairing) という深く関連した概念がある。これらは体上では一致するが一般の環上では一致しない。

## 例
非退化形式の最も重要な例は内積とシンプレクティック形式である。対称非退化形式は次のような点で内積の重要な一般化である。要求されるすべてはしばしば写像 V → V* が同型であることであり正値性ではない。例えば、接空間に内積構造をもった多様体はリーマン多様体であるが、これを対称非退化形式に弱めると擬リーマン多様体が生まれる。

## 無限次元
無限次元空間において {\displaystyle v\mapsto (x\mapsto f(x,v))} が単射であるが全射でない双線型形式 ƒ があることに注意しよう。例えば、有界閉区間上の連続関数のなす空間上、形式
{\displaystyle f(\phi ,\psi )=\int \psi (x)\phi (x)dx}
は全射でない。例えば、ディラックのデルタ関数は双対空間にはあるが要求された形式ではない。一方、この双線型形式は次を満たす。
すべての {\displaystyle \,\phi } に対して {\displaystyle f(\phi ,\psi )=0\,} であれば、{\displaystyle \psi =0.\,}

## 用語
ƒ がすべてのベクトル上恒等的に消えるならば、 totally degenerate と言う。V 上の任意の双線型形式 ƒ が与えられると、ベクトルの集合
{\displaystyle \{x\in V\mid f(x,y)=0{\mbox{ for all }}y\in V\}}
は V の totally degenerate 部分空間をなす。写像 ƒ が非退化であることとこの部分空間が自明であることは同値である。
用語 anisotropic, isotropic, totally isotropic がそれぞれ nondegenerate, degenerate, totally degenerate の意味で使われることがある。これらの後者の用語の定義は著者の間でわずかに異なりうるが。
次のことに気を付けよう。ƒ(x, x) = 0 であるようなベクトル x ∈ V は双線型形式 ƒ に伴う二次形式において等方的 (isotropic) と呼ばれ、等方的直線の存在は形式が退化であることを意味しない。